# رالف ك. جونسون
رالف ك. جونسون (بالإنجليزية: Ralph C. Johnson)‏ هو شخصية أعمال وسياسي أمريكي، ولد في 17 ديسمبر 1953 في نيويورك في الولايات المتحدة، وتوفي في 15 مارس 2016 في غرينزبورو في الولايات المتحدة بسبب سكتة. حزبياً، نشط في الحزب الديمقراطي. وقد انتخب عضو مجلس نواب كارولينا الشمالية.